# Conference USA
Die Conference USA (CUSA) ist eine aus zwölf Universitäten bestehende Liga in den Vereinigten Staaten für diverse Sportarten, die in der NCAA Division I spielen.

## Geschichte

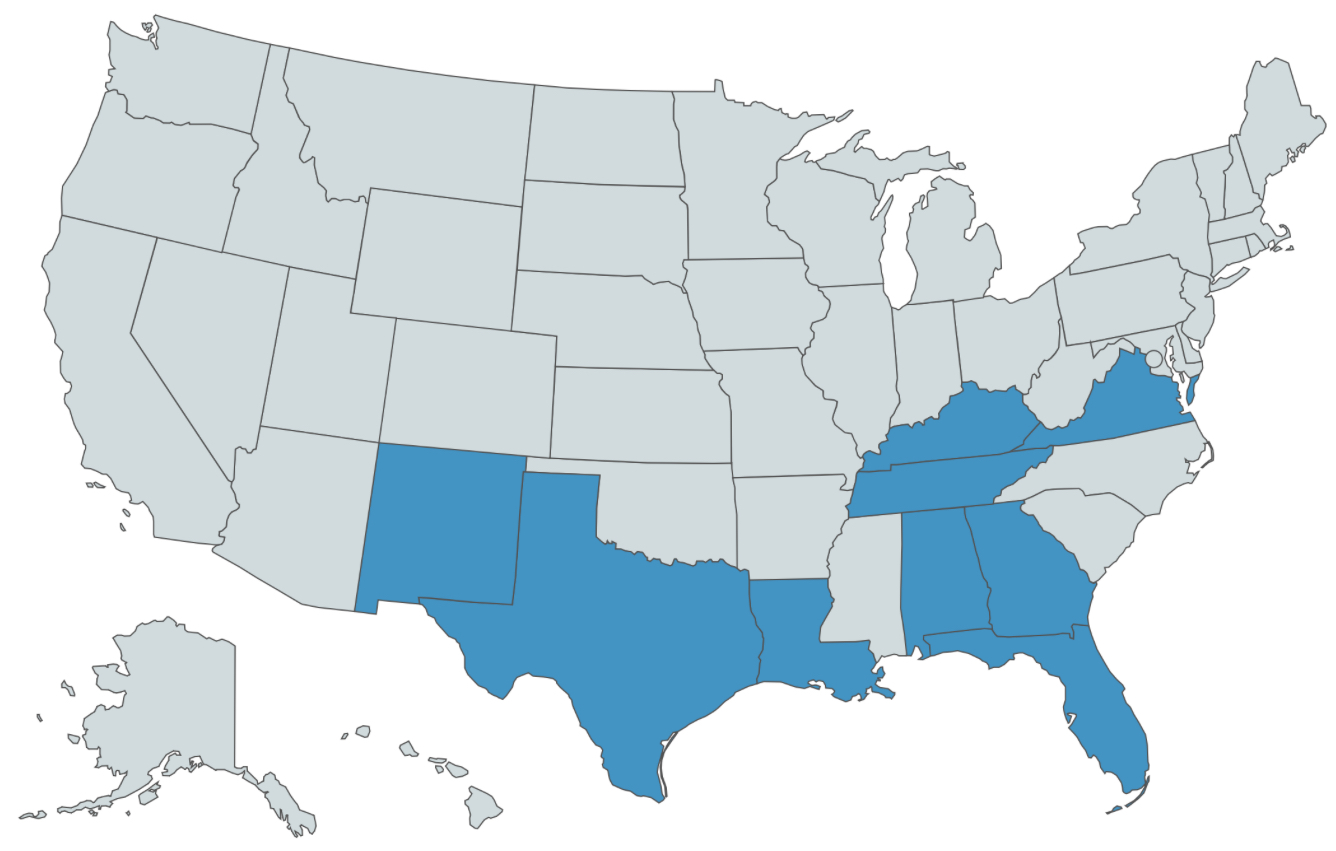
Verteilung der Vollmitglieder auf die US-Bundesstaaten seit 2024

Die Liga wurde 1995 durch Fusion der Metro Conference (Metro) und Great Midwest Conference (GMWC) gegründet, in denen kein American Football gespielt wurde. In der neuen Conference war dann auch die Footballmannschaften der Hochschulen organisiert. Der Hauptsitz befindet sich in Irving im Bundesstaat Texas. Die Conference war unmittelbar betroffen von den „Realignments“ 2005 und 2013, als diverse Hochschulen die Conference innerhalb der Division I wechselten. 2005 konnte zunächst die Atlantic Coast Conference (ACC) diverse Hochschulen der alten Big East Conference zum Übertritt überzeugen, weshalb letztere Hochschulen der CUSA vom Übertritt überzeugte, um die Abgänge zu kompensieren. 2013 sorgte schließlich der American Football zur Spaltung der Big East, nachdem die ACC erneut zwei Mitglieder der Big East vom Übertritt überzeugt hatten und als die Catholic Seven unter Mitnahme des Namens die Big East neu gründeten. Die verbliebenen Mitglieder der alten Big East nannten die Conference in American Athletic Conference um und konnte diverse Neuzugänge insbesondere auch aus der CUSA verzeichnen. Die CUSA füllte ihrerseits ihre Reihen insbesondere wie 2005 aus der Western Athletic Conference sowie aus der Sun Belt Conference auf. Von den Gründungsmitgliedern 1995 sind nur noch die University of Alabama at Birmingham und die University of Southern Mississippi in der CUSA vertreten. Unruhe verursachte im Dezember 2014 der angekündigte Rückzug von Gründungsmitglied UAB aus dem American Football, was nach den Statuten mit einer Mitgliedschaft in der CUSA nicht vereinbar ist. Die UAB versprach schließlich, in der Saison 2017 wieder mit einer Football-Mannschaft am Spielbetrieb der CUSA teilzunehmen.
Insbesondere im Rudern der Frauen und im Fußball der Männer nehmen auch Mannschaften diverser anderer Hochschulen, die ansonsten anderen Conferences angehören, am Spielbetrieb der CUSA teil. CUSA startete im akademischen Jahr 2021/22 (Saison 2022) eine Beachvolleyball-Liga für Frauen. Im Juli 2023 fügte die CUSA das Bowling für Frauen hinzu, indem sie die Southland Bowling League übernahm, eine Einzelsportkonferenz, die von der Southland Conference gegründet wurde, aber von dieser unabhängig ist.
Eine große Neuausrichtung der Konferenz, die mit der Ankündigung im Jahr 2021 begann, dass Oklahoma und Texas die Big 12 Conference für die Southeastern Conference im Jahr 2025 verlassen würden, hätte große Auswirkungen auf die CUSA. Die Big 12 reagierten, indem sie drei der prominentesten Mitglieder der American Athletic Conference (Cincinnati, Houston und UCF) einluden, 2023 beizutreten. Im Gegenzug lud The American sechs Mitglieder der Conference USA ein, dieser Liga im Jahr 2023 beizutreten. Gleichzeitig lud die Sun Belt Conference drei weitere Mitglieder der Conference USA ein, sich dieser Liga anzuschließen. Diese drei Schulen sollten ursprünglich 2023 an der SBC teilnehmen, traten aber stattdessen 2022 bei.
Im Juli 2023 verließen sechs Universitäten die Conference USA, um der American Athletic Conference beizutreten: Charlotte, Florida Atlantic, North Texas, Rice, UAB und UTSA. Gleichzeitig fügte die CUSA vier neue Mitglieder hinzu: Jacksonville State, Liberty, New Mexico State und Sam Houston. Kennesaw State trat im Juli 2024 bei, Delaware und Missouri State werden im Juli 2025 beitreten. UTEP wird die CUSA im Juli 2026 verlassen, um an der Mountain West Conference teilzunehmen.

## Mitglieder
Ausscheidende Mitglieder in Rosa.
| Universität                            | Ort                | Teamname                    | gegründet | seit  | von                             | Trägerschaft               | Studenten |
| -------------------------------------- | ------------------ | --------------------------- | --------- | ----- | ------------------------------- | -------------------------- | --------- |
| University of Delaware                 | Newark (DE)        | Fightin’ Blue Hens          | 1743      | 2025  | CAA CAA Football1 (Football)    | privat-staatlicher Hybrid2 | 24.120    |
| Florida International University (FIU) | Miami (FL)         | Panthers                    | 1965      | 2013  | Sun Belt                        | staatlich                  | 53.000    |
| Jacksonville State University          | Jacksonville (AL)  | Gamecocks                   | 1883      | 20233 | ASUN                            | staatlich                  | 9.238     |
| Kennesaw State University              | Kennesaw (GA)      | Owls                        | 1963      | 2024  | ASUN FCS-Independent (Football) | staatlich                  | 41.181    |
| Liberty University                     | Lynchburg (VA)     | Flames und Lady Flames      | 1971      | 2023  | ASUN FBS-Independent (Football) | privat                     | 16.0004   |
| Louisiana Tech University              | Ruston (LA)        | Bulldogs und Lady Techsters | 1894      | 2013  | WAC                             | staatlich                  | 11.250    |
| Middle Tennessee                       | Murfreesboro (TN)  | Blue Raiders                | 1911      | 2013  | Sun Belt                        | staatlich                  | 22.700    |
| Missouri State University              | Springfield (MO)   | Bears und Lady Bears5       | 1905      | 20256 | MVC MVFC (Football)             | staatlich                  | 26.000    |
| New Mexico State University            | Las Cruces (NM)    | Aggies                      | 1888      | 2023  | WAC FBS-Independent (Football)  | staatlich                  | 21.694    |
| Sam Houston State University           | Huntsville (TX)    | Bearkats                    | 1879      | 2023  | WAC                             | staatlich                  | 21.679    |
| Texas at El Paso (UTEP)                | El Paso (TX)       | Miners                      | 1914      | 2005  | WAC                             | staatlich                  | 23.000    |
| Western Kentucky                       | Bowling Green (KY) | Hilltoppers                 | 1906      | 2014  | Sun Belt                        | staatlich                  | 20.300    |

1 Obwohl CAA Football (vollständig: Coastal Athletic Association Football Conference) von der Multisport-Organisation Coastal Athletic Association verwaltet wird, handelt es sich bei beiden um rechtlich getrennte Einheiten.

2 Die University of Delaware ist als „privately governed, state-assisted“ (deutsch: „privat verwaltete, staatlich unterstützte“) Einrichtung anerkannt.

3 Die Jacksonville State Gamecocks traten 2022 der Conference USA im Frauen-Beachvolleyball bei, ein Jahr bevor sie Vollmitglied wurde.

4 Die Einwohnerzahl von Liberty liegt bei etwa 16.000. Einschließlich Online-Studenten behauptet die Universität eine Einschreibung von über 135.000.

5 Die Frauen-Beachvolleyball-Mannschaft verwendet den Spitznamen „Beach Bears“ anstelle von „Lady Bears“.

6 Die Missouri State Beach Bears traten 2023 der Conference USA im Frauen-Beachvolleyball bei, zwei Jahre bevor sie Vollmitglied wurde.

### Assoziierte Mitglieder
| Universität                               | Ort                                   | Teamname    | gegründet | Sportart                 | in CUSA seit | Main-Conference          | Trägerschaft | Studenten |
| ----------------------------------------- | ------------------------------------- | ----------- | --------- | ------------------------ | ------------ | ------------------------ | ------------ | --------- |
| Arkansas State University                 | Jonesboro (AR)                        | Red Wolves  | 1909      | Bowling (Frauen)         | 2023         | Sun Belt                 | staatlich    | 14.109    |
| Dallas Baptist University                 | Dallas (TX)                           | Patriots    | 1898      | Baseball                 | 2022         | Lone Star (NCAA Div. II) | privat       | 4.487     |
| Florida Atlantic University               | Boca Raton (FL)                       | Owls        | 1961      | Beachvolleyball (Frauen) | 2023         | American                 | staatlich    | 30.808    |
| University of Nebraska-Lincoln            | Lincoln (NE)                          | Cornhuskers | 1869      | Bowling (Frauen)         | 2025         | Big Ten                  | staatlich    | 23.986    |
| Sacred Heart University                   | Fairfield (CT)                        | Pioneers    | 1963      | Bowling (Frauen)         | 2025         | MAAC                     | privat       | 5.974     |
| University of South Florida               | Tampa (Florida)                       | Bulls       | 1956      | Beachvolleyball (Frauen) | 2025         | American                 | staatlich    | 50.830    |
| Tarleton State University                 | Stephenville (TX)                     | Texans      | 1899      | Beachvolleyball (Frauen) | 2023         | WAC (UAC ab 2026)        | staatlich    | 11.350    |
| Tulane University                         | New Orleans (LA)                      | Green Wave  | 1834      | Beachvolleyball (Frauen) | 2022         | American                 | privat       | 11.722    |
| Tulane University                         | New Orleans (LA)                      | Green Wave  | 1834      | Bowling (Frauen)         | 2023         | American                 | privat       | 11.722    |
| University of Alabama at Birmingham (UAB) | Birmingham, (AL)                      | Blazers     | 1969      | Beachvolleyball (Frauen) | 2023         | American                 | staatlich    | 22.563    |
| Valparaiso University                     | Valparaiso (IN)                       | Beacons     | 1859      | Bowling (Frauen)         | 2023         | MVC                      | privat       | 2.900     |
| Vanderbilt University                     | Nashville (TN)                        | Commodores  | 1873      | Bowling (Frauen)         | 2023         | SEC                      | privat       | 13.798    |
| Wichita State University                  | Wichita (KS)                          | Shockers    | 1895      | Bowling (Frauen)         | 2024         | American                 | staatlich    | 17.548    |
| Wright State University                   | Fairborn (OH) (Postanschrift: Dayton) | Raiders     | 1964      | Bowling (Frauen)         | 2025         | Horizon                  | staatlich    | 17.074    |
| Youngstown State University               | Youngstown (OH)                       | Penguins    | 1909      | Bowling (Frauen)         | 2023         | Horizon                  | staatlich    | 15.058    |

- Florida Atlantic und UAB bleiben Mitglieder der Conference USA im Beachvolleyball, nachdem sie ansonsten der American Athletic Conference beigetreten sind. Das angegebene Beitrittsdatum 2023 spiegelt den Weggang beider Universitäten zur American Athletic Conference wider.

### Frühere Mitglieder
| Universität                               | Ort              | Teamname         | gegründet | von    | aus       | bis  | nach                  | Trägerschaft |
| ----------------------------------------- | ---------------- | ---------------- | --------- | ------ | --------- | ---- | --------------------- | ------------ |
| University of Alabama at Birmingham (UAB) | Birmingham (AL)  | Blazers          | 1969      | 1995   | GMWC      | 2023 | AAC                   | staatlich    |
| University of Central Florida (UCF)       | Orlando (FL)     | Knights          | 1963      | 2005   | MAC       | 2013 | AAC→ Big 12           | staatlich    |
| University of Cincinnati                  | Cincinnati (OH)  | Bearcats         | 1819      | 1995   | Metro     | 2005 | Big East/AAC → Big 12 | staatlich    |
| DePaul University                         | Chicago (IL)     | Blue Demons      | 1898      | 1995   | GMWC      | 2005 | Big East              | privat       |
| Florida Atlantic University               | Boca Raton (FL)  | Owls             | 1961      | 2013   | Sun Belt  | 2023 | AAC                   | staatlich    |
| University of Houston                     | Houston (TX)     | Cougars          | 1927      | 1996   | Southwest | 2013 | AAC → Big 12          | staatlich    |
| University of Louisville                  | Louisville (KY)  | Cardinals        | 1798      | 1995   | Metro     | 2005 | Big East/AAC → ACC    | staatlich    |
| Marquette University                      | Milwaukee (WI)   | Golden Eagles    | 1881      | 1995   | GMWC      | 2005 | Big East              | privat       |
| Marshall University                       | Huntington (WV)  | Thundering Herd  | 1837      | 2005   | MAC       | 2022 | Sun Belt              | staatlich    |
| University of Memphis                     | Memphis (TN)     | Tigers           | 1912      | 1995   | GMWC      | 2013 | AAC                   | staatlich    |
| University of North Carolina at Charlotte | Charlotte (NC)   | 49ers            | 1946      | 20131  | A-10      | 2023 | AAC                   | staatlich    |
| University of North Texas                 | Denton (TX)      | Mean Green       | 1890      | 2013   | Sun Belt  | 2023 | AAC                   | staatlich    |
| Old Dominion University                   | Norfolk (VA)     | Monarchs         | 1930      | 2013 2 | CAA       | 2022 | Sun Belt              | staatlich    |
| Rice University                           | Houston (TX)     | Owls             | 1912      | 2005   | WAC       | 2023 | AAC                   | privat       |
| Saint Louis University                    | St. Louis (MO)   | Billikens        | 1818      | 1995   | GMWC      | 2005 | A-10                  | privat       |
| Southern Methodist University (SMU)       | Dallas (TX) 3    | Mustangs         | 1911      | 2005   | WAC       | 2013 | AAC→ ACC              | privat       |
| University of South Florida               | Tampa (FL)       | Bulls            | 1956      | 1995   | Sun Belt  | 2005 | Big East (alt)        | staatlich    |
| University of Southern Mississippi        | Hattiesburg (MS) | Golden Eagles    | 1910      | 1995   | Metro     | 2022 | Sun Belt              | staatlich    |
| University of Texas at San Antonio (UTSA) | San Antonio (TX) | Roadrunners      | 1969      | 2013   | WAC       | 2023 | AAC                   | staatlich    |
| Texas Christian University (TCU)          | Fort Worth (TX)  | Horned Frogs     | 1873      | 2001   | WAC       | 2005 | MW → Big 12           | privat       |
| Tulane University                         | New Orleans (LA) | Green Wave       | 1834      | 1995   | GMWC      | 2014 | AAC                   | privat       |
| University of Tulsa                       | Tulsa (OK)       | Golden Hurricane | 1894      | 2005   | WAC       | 2014 | AAC                   | privat       |

1 Die Charlotte 49ers waren bereits von 1995 bis 2005 ein „non-football member“ der CUSA. 2013 folgte die Rückkehr der Mannschaften und 2015 wird auch die Footballmannschaft der CUSA angehören.

2 Nachdem bereits 2012 einige Sportmannschaften der ODU Monarchs am Spielbetrieb der CUSA teilnahmen, nahmen ab 2013 alle Mannschaften bis auf American Football in der CUSA teil. Die Footballmannschaft folgte als verbliebene Mannschaft 2014 in die CUSA.

3 SMU hat eine Postanschrift in Dallas, befindet sich jedoch in University Park, einer separaten Stadt innerhalb der Stadtgrenzen von Dallas.